# Нежухівка (річка)
Нежухівка — річка в Україні, у межах Стрийського району Львівської області. Є лівою притокою річки  Стрию (басейн Дністра). Протікає через територію декількох сіл, зокрема села Нежухів, від якого і отримала свою назву.

## Опис
- Довжина річки: близько 17 км.
- Басейн: Дністер.
- Похил річки: 4,5 м/км.
- Площа водозбірного басейну: приблизно 60 км².

Річка має спокійний характер течії, невелику ширину і помірну глибину. Живлення переважно дощове та ґрунтове. У літню пору річка частково міліє, а взимку на деяких ділянках замерзає.

## Розташування
Бере початок на північно-східних схилах Орівського хребта, неподалік від села Зимівки. Протікає через села Нежухів, Дашава та кілька інших, після чого впадає в річку Стрий у районі. Її течія перетинає переважно рівнинні території, багаті на луки, пасовища та невеликі ліси.

## Екологія
Річка має важливе значення для місцевих жителів, оскільки використовується для зрошення сільськогосподарських угідь, рибальства та як джерело питної води у давнину. Однак, унаслідок антропогенного впливу, включаючи забруднення стічними водами та зменшення водності, Нежухівка зазнає екологічних проблем.

## Історичне значення
Річка Нежухівка згадується в історичних джерелах як важливий елемент життя місцевих громад. У давнину її береги слугували місцем для поселень, що пояснюється близькістю до річки Стрий — важливої торгівельної артерії.

## Природа і туризм
Береги річки мальовничі, особливо на ділянках поблизу лісів. Тут можна зустріти різноманітних представників флори та фауни. Нежухівка приваблює любителів тихого відпочинку, риболовлі та піших прогулянок.

## Цікаві факти
1. Назва річки походить від села Нежухів, розташованого неподалік її витоку.
2. У давні часи річка слугувала природним орієнтиром для місцевих жителів і мандрівників.
3. Вода в річці досі використовується для дрібних побутових потреб у селах.